# Truchtersheim (commune déléguée)
Truchtersheim (prononcé [tʁyʃtəʁsajm] ou [tʁuxtəʁsajm]) est une ancienne commune française située dans le département du Bas-Rhin, en région Grand Est.
Elle est depuis le 1er janvier 2016, une commune déléguée après sa fusion avec Pfettisheim au sein de la commune nouvelle de Truchtersheim.

## Géographie

### Localisation
Située dans le Kochersberg au nord-ouest de l'agglomération strasbourgeoise, la commune est bordée à l'ouest par le ruisseau d'Avenheim.
Cette commune se trouve dans la région historique et culturelle d'Alsace.

### Communes limitrophes
|             | Berstett            |               |
| Schnersheim | Truchtersheim       | Lampertheim   |
| Wiwersheim  | Stutzheim-Offenheim | Pfulgriesheim |

## Toponymie
Le nom de Truchtersheim est d'origine celte et veut dire « petite demeure ». Le nom fut ensuite germanisé par le rajout du suffixe « heim ». Il fut évoqué la première fois en 900. Le village initial est situé au centre du village à l'actuelle place du marché et la rue de la couronne.

## Histoire
Le 17 juillet 1974, la commune a été fusionnée avec la commune de Behlenheim. Depuis le 1er janvier 2016, Truchtersheim forme une commune nouvelle avec Pfettisheim et Behlenheim. Cette commune nouvelle s'appelle Truchtersheim.

## Politique et administration

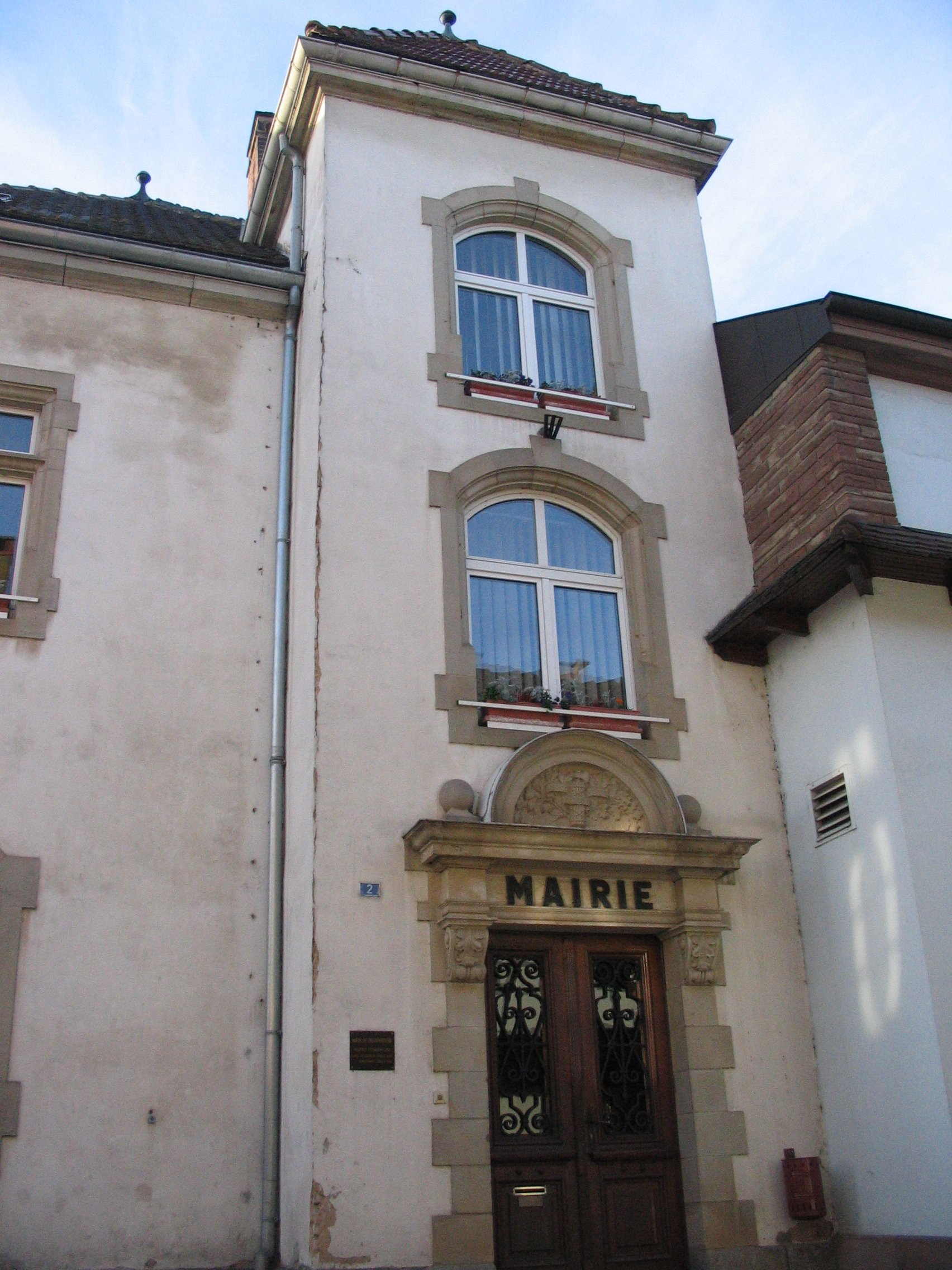
Ancienne mairie de Truchtersheim, démolie en 2011.

### Liste des maires
| Période      | Période       | Identité                  | Étiquette | Qualité                                                                |
| ------------ | ------------- | ------------------------- | --------- | ---------------------------------------------------------------------- |
| 1800         | 1802          | François-Joseph Lienhart  |           |                                                                        |
| 1802         | 1805          | Michel Velten             |           |                                                                        |
| 1805         | 1813          | Jacques Jung              |           |                                                                        |
| 1813         | 1815          | Joseph Gintz              |           |                                                                        |
| 1815         | 1821          | Thiebaut Weinling         |           |                                                                        |
| 1821         | 1823          | Jacques Jung              |           |                                                                        |
| 1824         | 1825          | Michel Velten             |           |                                                                        |
| 1825         | 1830          | Georges Jung              |           |                                                                        |
| 1830         | 1833          | François-Antoine Lienhart |           |                                                                        |
| 1833         | 1835          | Antoine Weinling          |           |                                                                        |
| 1835         | 1840          | Georges Lienhart          |           |                                                                        |
| 1840         | 1848          | Jacques Jung              |           |                                                                        |
| 1848         | 1877          | Antoine Weiss             |           |                                                                        |
| 1877         | 1881          | François-Antoine Fischer  |           |                                                                        |
| 1881         | 1901          | Michel Weiss              |           |                                                                        |
| 1902         | 1919          | Georges Weiss             |           |                                                                        |
| 1919         | 1949          | Henri Weiss               |           |                                                                        |
| 1949         | 1954          | Henri Vierling            |           |                                                                        |
| 1954         | 1965          | Joseph Sonnendrucker      |           |                                                                        |
| 1965         | 1989          | Roger Weiss               |           |                                                                        |
| 1989         | 2001          | Joseph Siegwald           |           |                                                                        |
| 17 mars 2001 | décembre 2015 | Justin Vogel              | UMP-LR    | Conseiller régional depuis 1998 Président de la Communauté de communes |

| Période      | Période  | Identité     | Étiquette | Qualité                         |
| ------------ | -------- | ------------ | --------- | ------------------------------- |
| janvier 2016 | En cours | Justin Vogel | UMP       | Conseiller régional depuis 1998 |

## Population et société

### Démographie
L'évolution du nombre d'habitants est connue à travers les recensements de la population effectués dans la commune depuis 1793. À partir du 1er janvier 2009, les populations légales des communes sont publiées annuellement dans le cadre d'un recensement qui repose désormais sur une collecte d'information annuelle, concernant successivement tous les territoires communaux au cours d'une période de cinq ans. 
Pour les communes de moins de 10 000 habitants, une enquête de recensement portant sur toute la population est réalisée tous les cinq ans, les populations légales des années intermédiaires étant quant à elles estimées par interpolation ou extrapolation. Pour la commune, le premier recensement exhaustif entrant dans le cadre du nouveau dispositif a été réalisé en 2005,.
En 2013, la commune comptait 3 049 habitants, en évolution de +6,5 % par rapport à 2008 (Bas-Rhin : +1,68 %, France hors Mayotte : +2,49 %).
| 1793 | 1800 | 1806 | 1821 | 1831 | 1836 | 1841 | 1846 | 1851 |
| ---- | ---- | ---- | ---- | ---- | ---- | ---- | ---- | ---- |
| 426  | 441  | 501  | 652  | 638  | 658  | 695  | 705  | 686  |

| 1856 | 1861 | 1866 | 1871 | 1875 | 1880 | 1885 | 1890 | 1895 |
| ---- | ---- | ---- | ---- | ---- | ---- | ---- | ---- | ---- |
| 681  | 693  | 697  | 674  | 666  | 653  | 639  | 617  | 621  |

| 1900 | 1905 | 1910 | 1921 | 1926 | 1931 | 1936 | 1946 | 1954 |
| ---- | ---- | ---- | ---- | ---- | ---- | ---- | ---- | ---- |
| 644  | 664  | 675  | 625  | 668  | 668  | 668  | 684  | 690  |

| 1962 | 1968 | 1975  | 1982  | 1990  | 1999  | 2005  | 2010  | 2013  |
| ---- | ---- | ----- | ----- | ----- | ----- | ----- | ----- | ----- |
| 709  | 745  | 1 439 | 1 745 | 2 024 | 2 373 | 2 719 | 2 937 | 3 049 |

### Enseignement
- Collège du Kochersberg.
- Les lycées de secteur sont le lycée Marcel Rudloff situé à Strasbourg-Hautepierre et le lycée Fustel de Coulanges situé à côté de la cathédrale de Strasbourg (centre-ville).

### Manifestations et festivités
- Le dimanche après le 15 août : messti du village.

### Culture et sport
- Médiathèque Intercommunale du Kochersberg (MIK) à rayonnement intercommunal.
- Théâtre de Truch' [7]: il s'agit d'un théâtre dialectal (représentations en dialecte Alsacien et en Français) créé en 1974. Les représentations ont lieu tous les deux ou trois ans.
- Harmonie de Truchtersheim.
- École de Musique du Kochersberg (EMK) à rayonnement intercommunal.
- Chœur d'hommes Pluricanto.
- Chorale des Jeunes de Truchtersheim (CJT).
- Bibliothèque Départementale du Bas-Rhin (BDBR) : BDP réservée aux professionnels du livre.
- ATH (Achenheim Truchtersheim Handball), club de Handball né en 2008 de la fusion du THCL et du FSE Achenheim et dont l'équipe 1 joue en N1F (Nationale 1 féminine).
- FCT (Football Club de Truchtersheim).

### Services à la population
- Le Trèfle, Maison de services au public à rayonnement intercommunal.

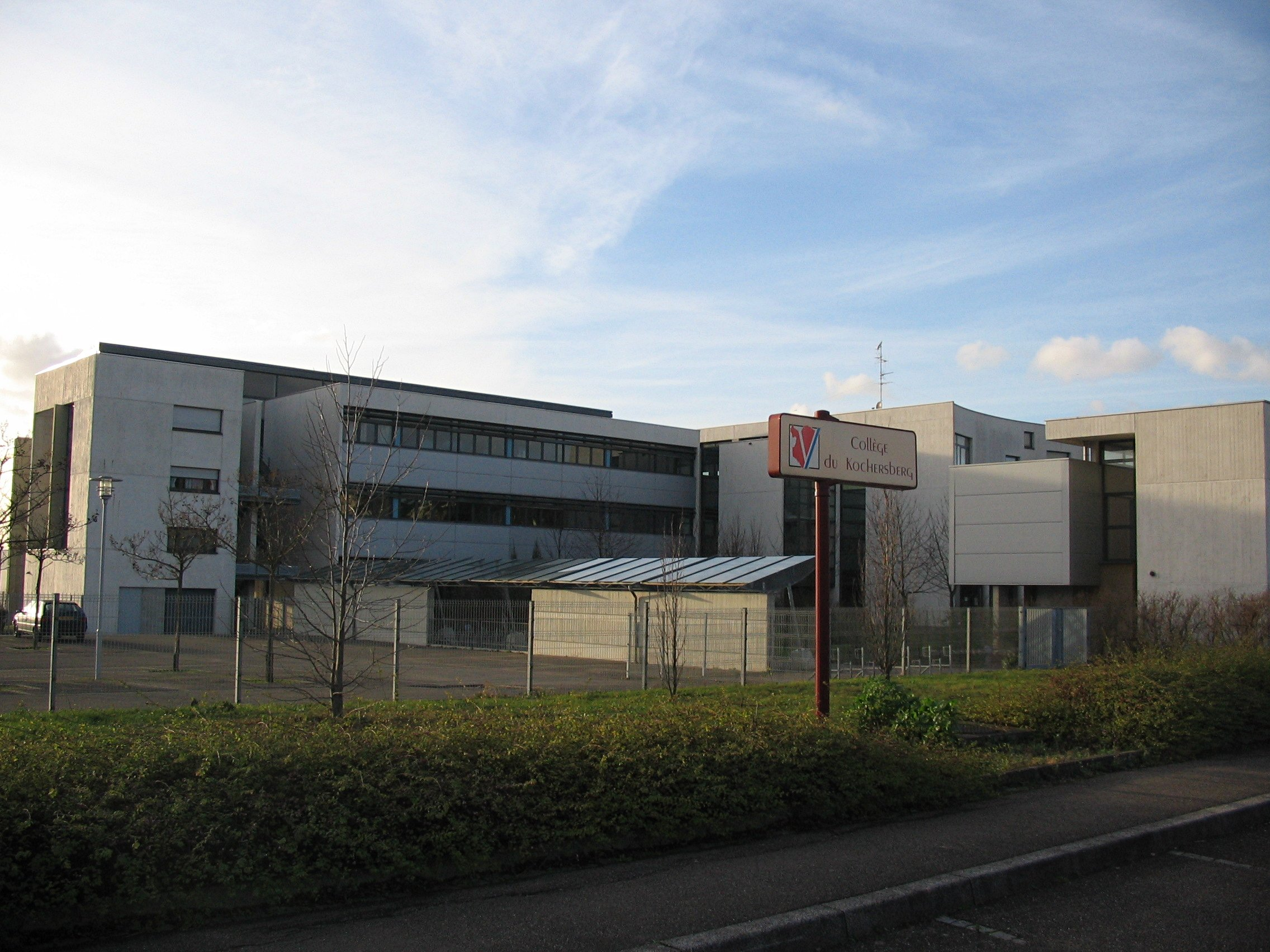
Collège du Kochersberg.
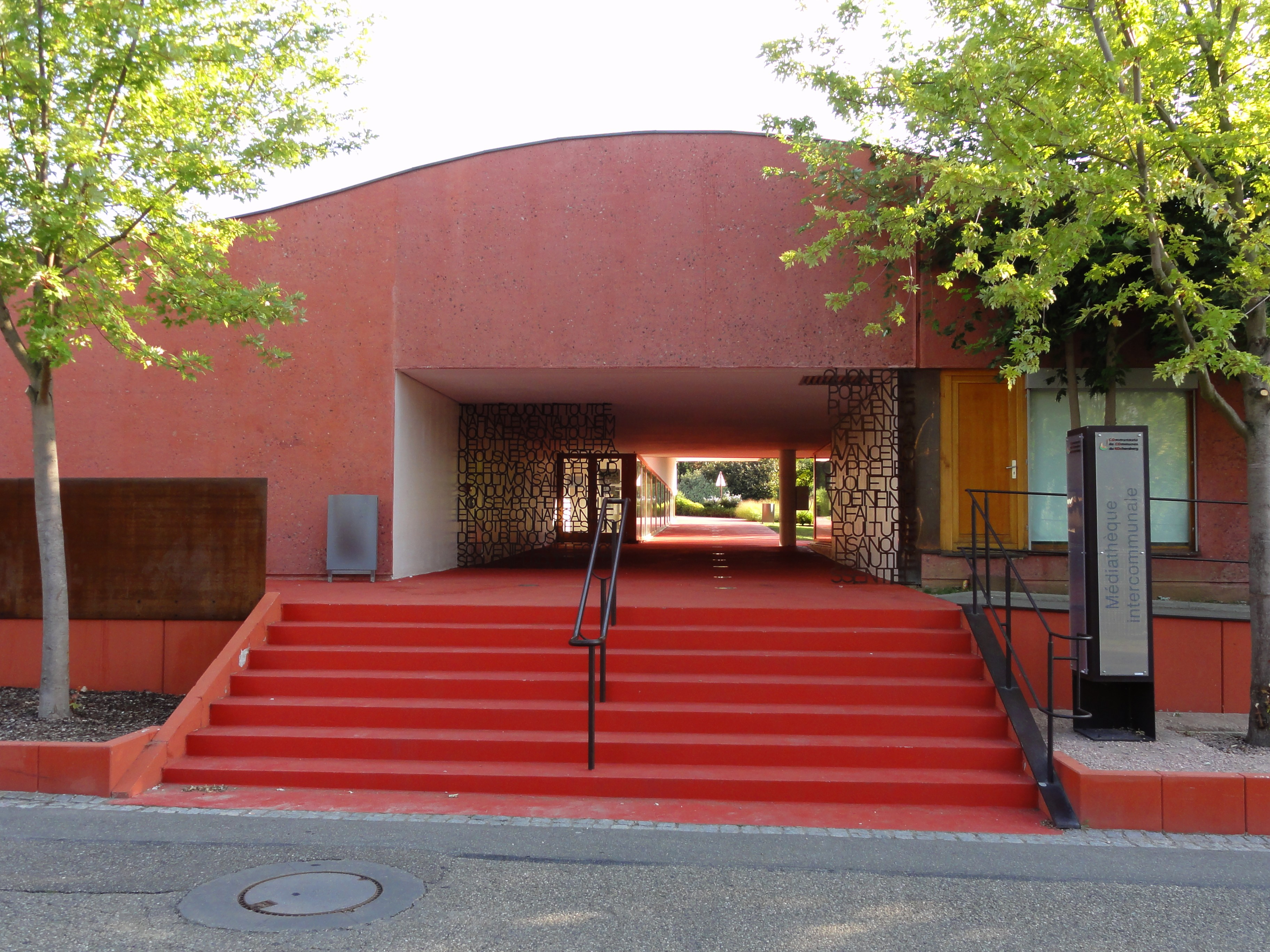
Parvis de la Médiathèque Intercommunale du Kochersberg et de l'École de Musique du Kochersberg.
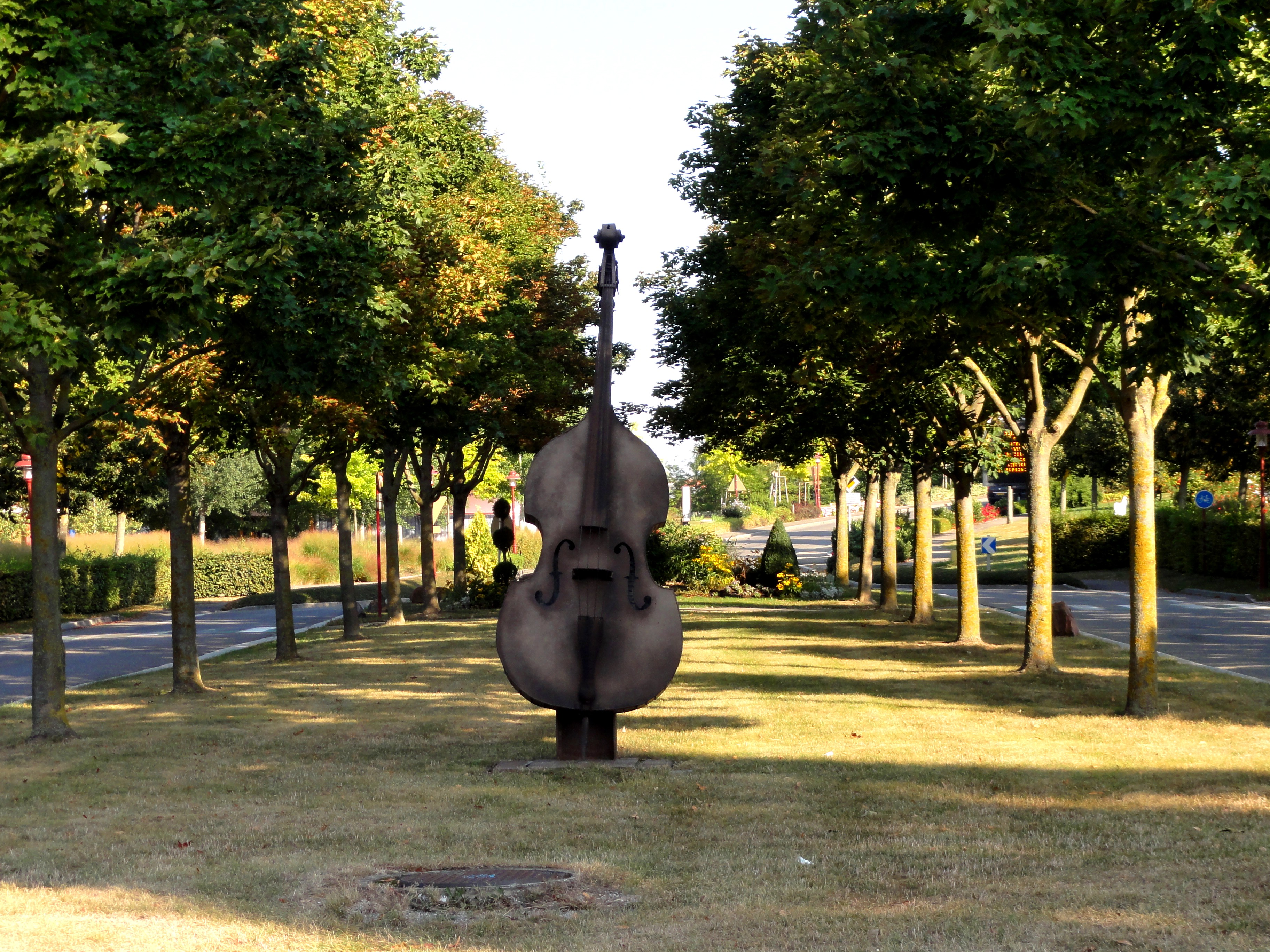
Sculpture à l'entrée sud de la commune.
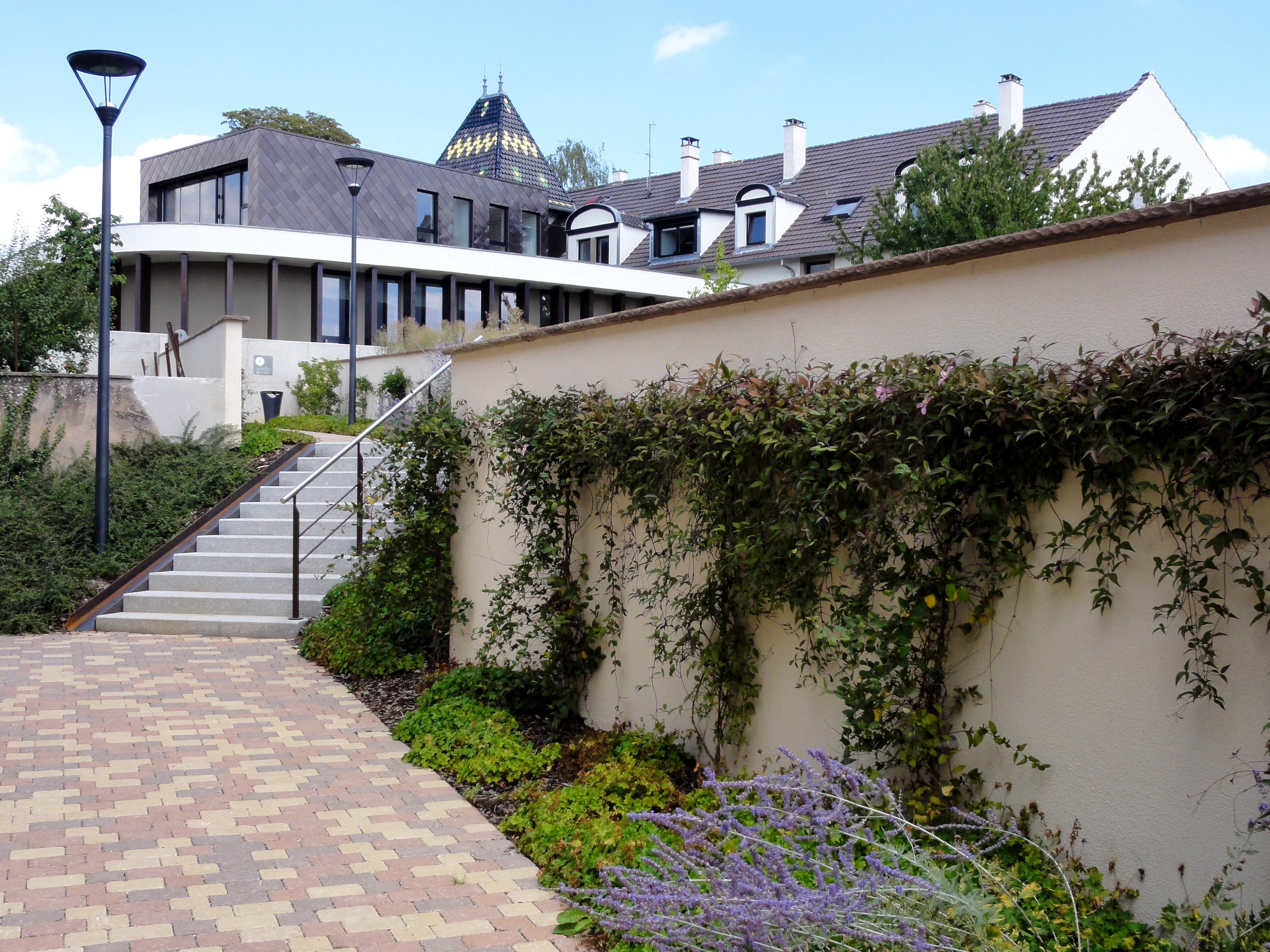
Le Trèfle (Maison de services au public).

## Culture locale et patrimoine

### Lieux et monuments
- Église Saints-Pierre-et-Paul (1965) ; les deux églises précédentes avaient été construites en 1749 et en 1925. Belles statues polychromes et dorées du XVIIIe siècle, deux tableaux inscrits à l'inventaire supplémentaire des Monuments historiques.

- Vitraux (1965) de Tristan Ruhlmann.
- Musée du Kochersberg  avec expositions thématiques et présentations d'œuvres artistiques.

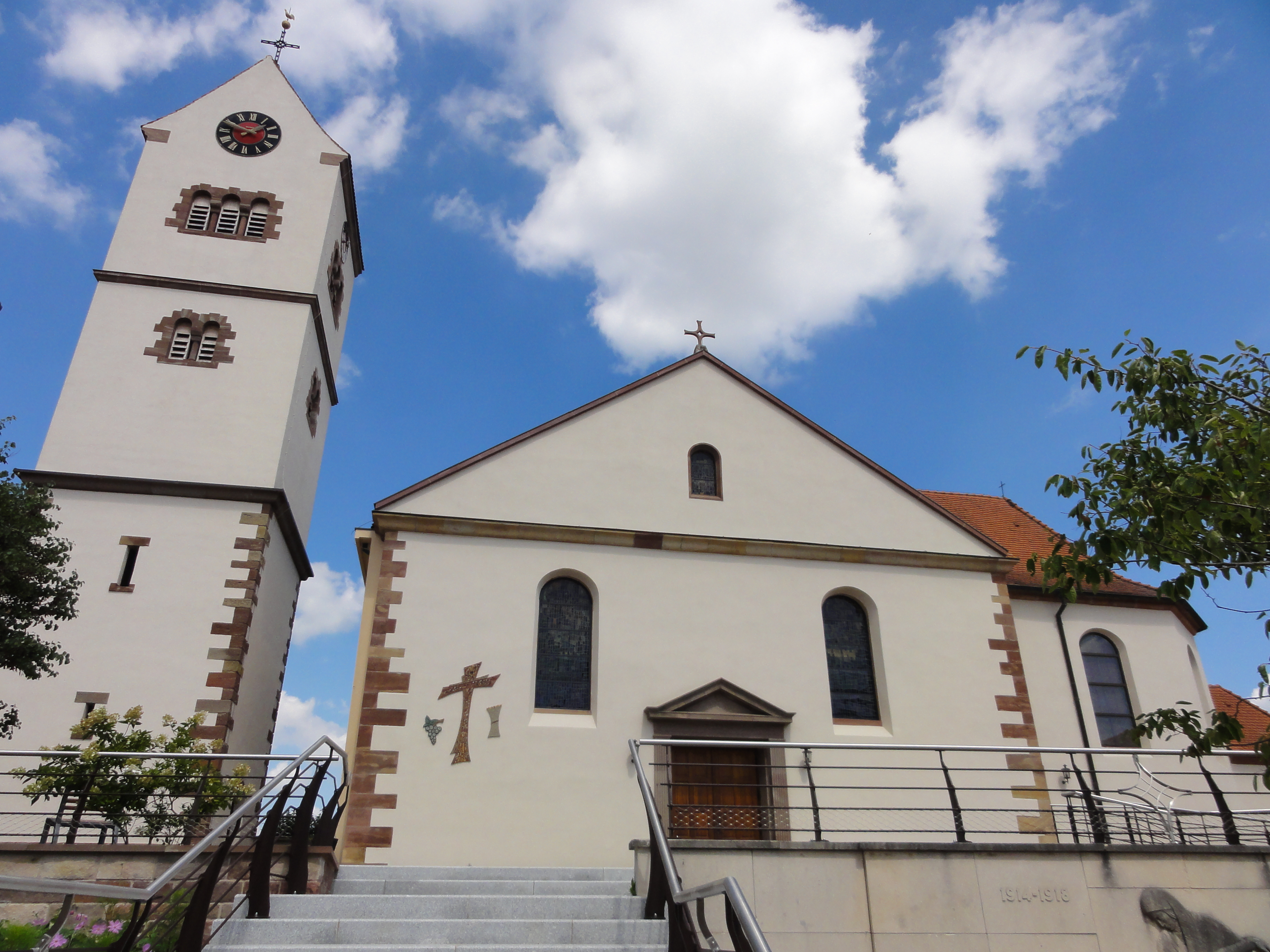
Église Saints-Pierre-et-Paul.
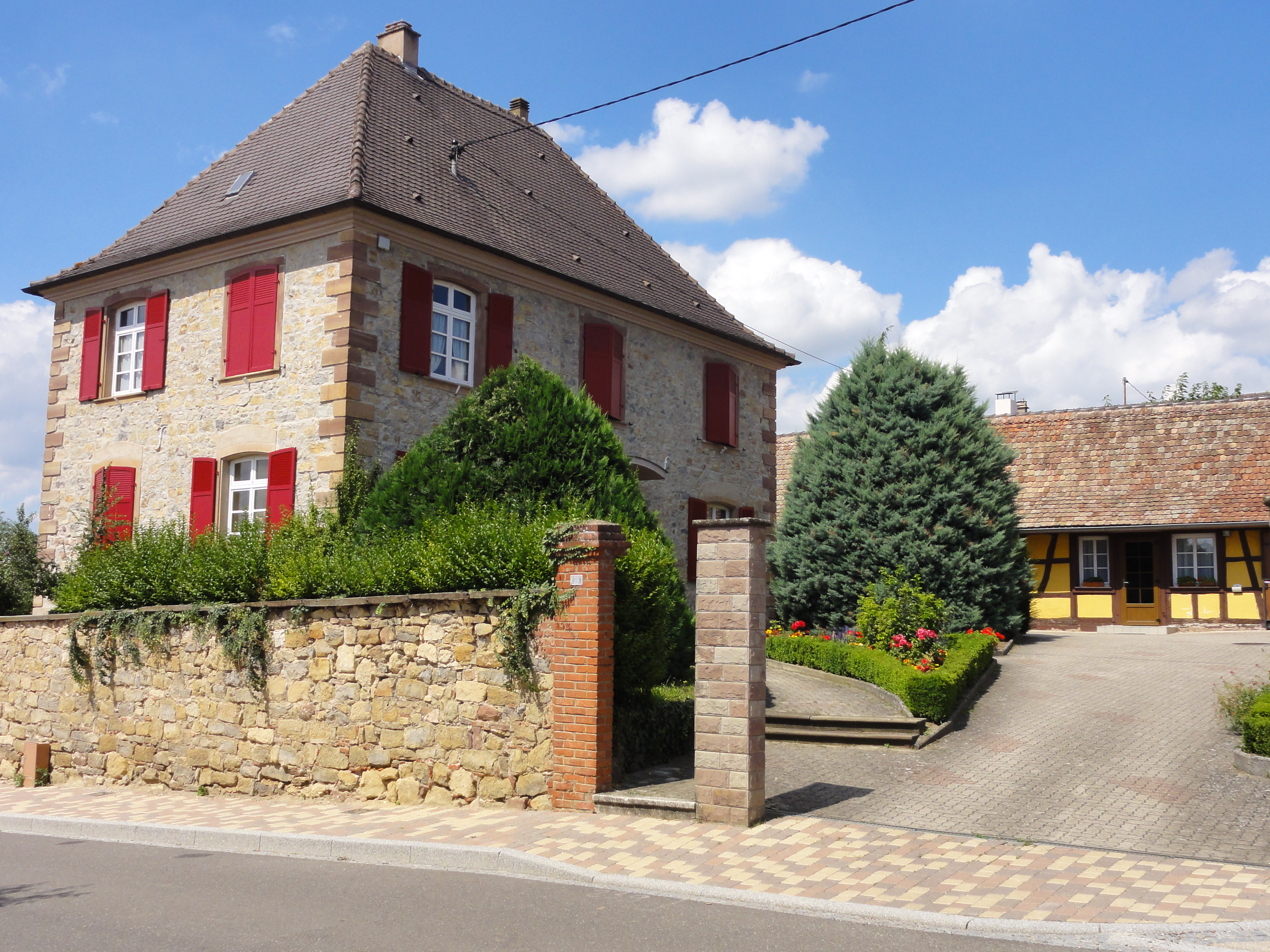
Presbytère.
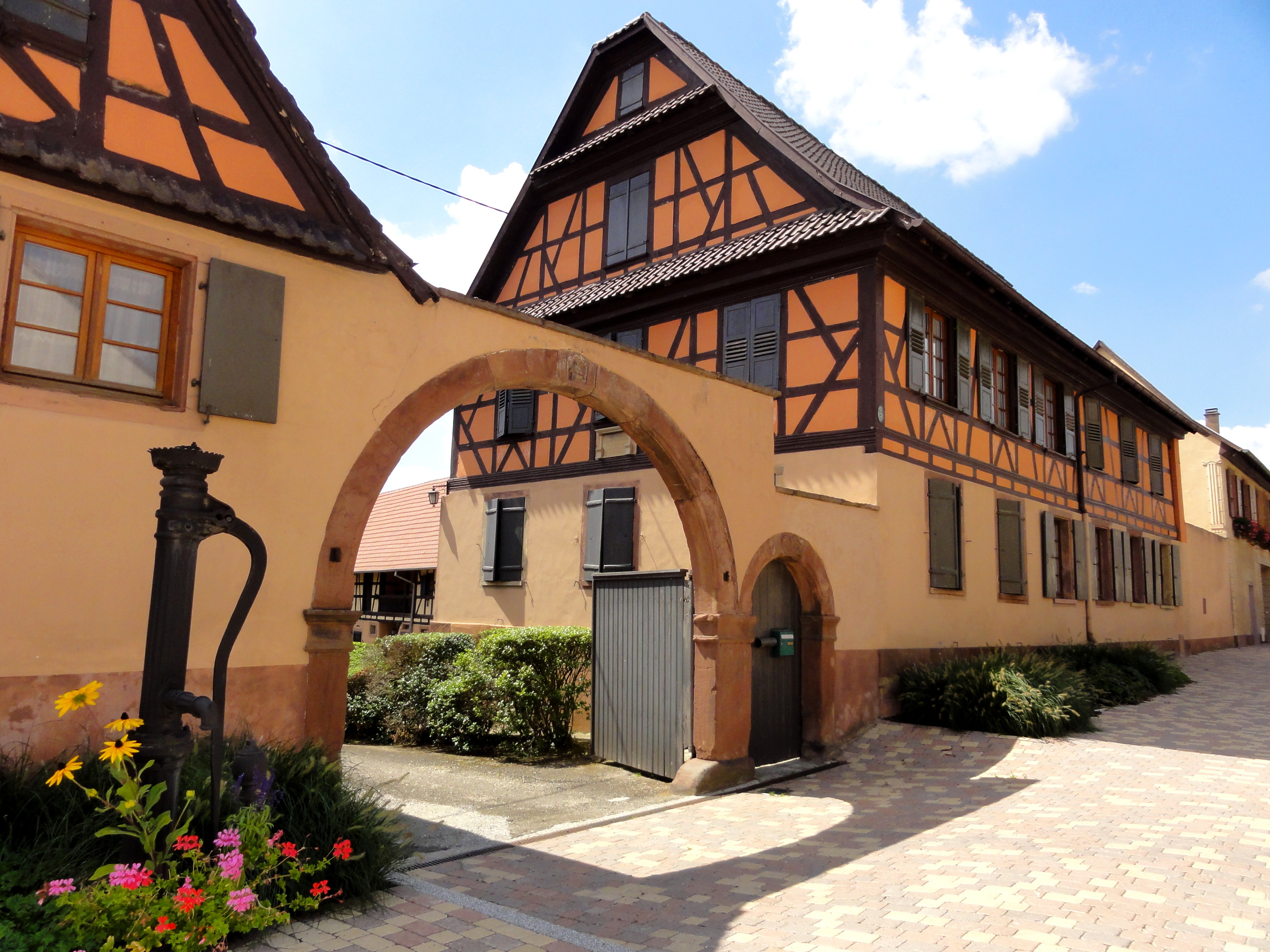
Ferme (XVIIIe-XIXe), 5 rue de l'église.
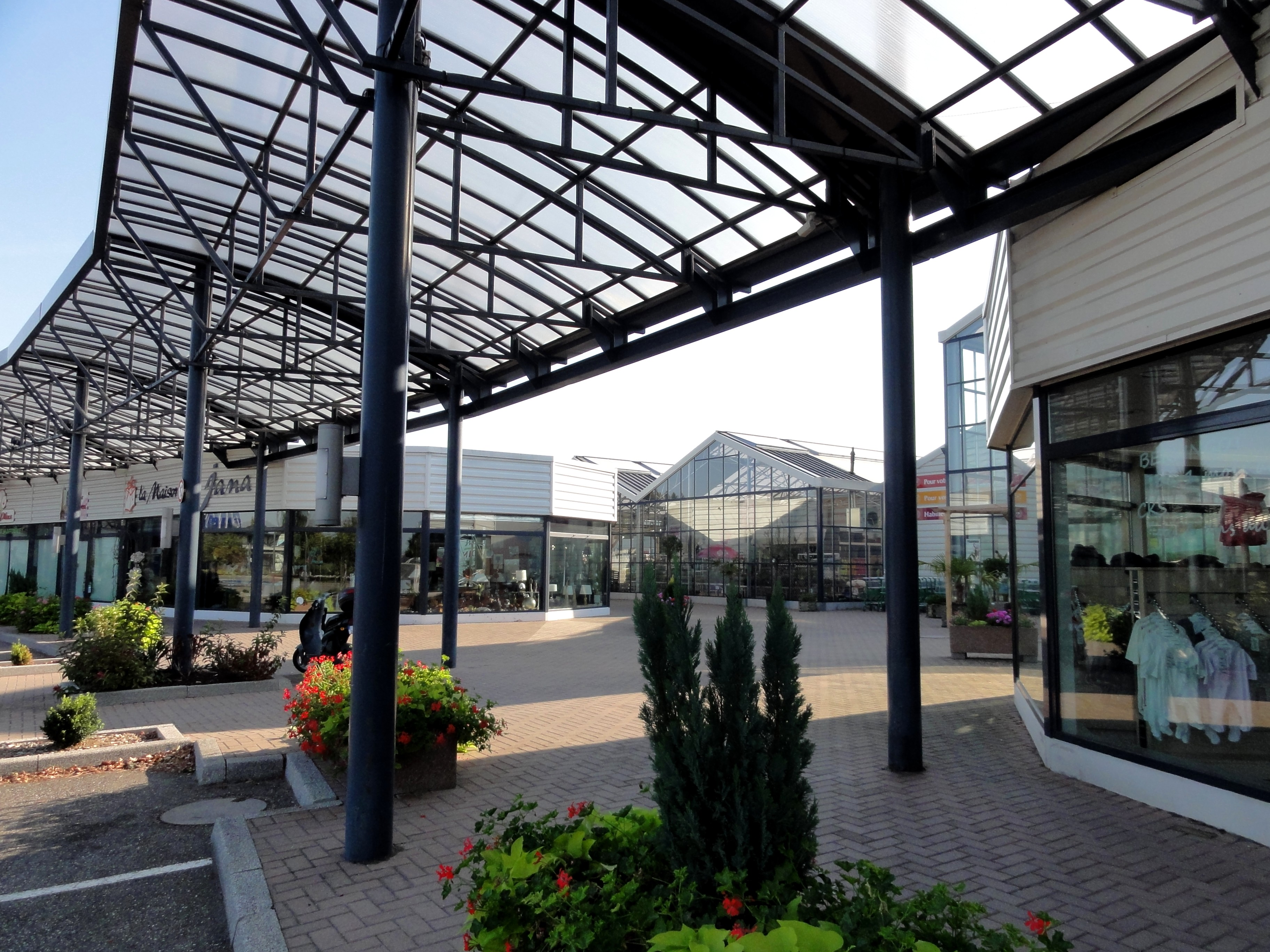
Nouveau centre commercial.

### Héraldique
| Blason de Truchtersheim (commune déléguée) | Blason  | D'argent au chevron de gueules soutenu d'un soc de charrue de sable la pointe en haut. |
| Blason de Truchtersheim (commune déléguée) | Détails |                                                                                        |